# Microctenopoma uelense
Microctenopoma uelense är en fiskart som beskrevs av Norris och Douglas, 1995. Microctenopoma uelense ingår i släktet Microctenopoma och familjen Anabantidae. IUCN kategoriserar arten globalt som livskraftig. Inga underarter finns listade i Catalogue of Life.